# آتشفشان پیچینچا
آتشفشان پیچینچا (به اسپانیایی: Volcán Pichincha) یک کوه و آتشفشان چینه‌ای در اکوادور است که در Quito Metro واقع شده‌است. آتشفشان پیچینچا ۴٬۷۸۴ متر بالاتر از سطح دریا واقع شده‌است.